# The Witch Girl
Pour plus de détails, voir Fiche technique et Distribution.
The Witch Girl est un film muet en noir et blanc américain réalisé par Walter Edwin, sorti en 1914. 

## Fiche technique
- Titre original : The Witch Girl
- Réalisation : Walter Edwin
- Scénario : Walter Edwin
- Société de production : Victor Film Company
- Société de distribution : Universal Film Manufacturing Company
- Pays d'origine :  États-Unis
- Langue : anglais
- Format : Noir et blanc – 1,33:1 – 35 mm – Muet
- Genre : film dramatique
- Longueur de pellicule : 600 m (2 bobines)
- Année : 1914
- Dates de sortie :
  -  États-Unis : 30 octobre 1914

## Distribution
- Mary Fuller : la jeune sorcière (the witch girl)
- Charles Ogle : William Prentiss
- Edmund Mortimer : Hans, le bûcheron